# IBM Endpoint Manager
IBM Endpoint Manager (IEM) je softwarový nástroj navržený pro IT asset management.
Umožňuje vzdálenou správu a automatizované doručení softwarových aktualizací prostřednictvím IEM klientů nainstalovaných na různých zařízeních a operačních systémech. IEM byl dříve znám jako Tivoli Endpoint Manager (TEM) a byl přejmenován na IBM Endpoint Manager ve verzi 9.0. 
IBM převzalo vývoj tohoto software získaného akvizicí firmy BigFix do svého IBM portfolia. a rozšiřuje schopnosti spravovat bezpečnost a zjišťovat soulad s předpisy (compliance) serverů, stolních počítačů, laptopů a zařízení na místě prodeje (point-of-sale – POS), jako jsou bankomaty a samoobslužné stánky. Software spojuje správu endpointů a bezpečnosti do jednoho řešení a umožňuje organizacím vidět a spravovat fyzické i virtuální endpointy – koncové body.

## Přehled součástí architektury
Systém IBM Endpoint Manager má tyto hlavní prvky:

### IBM Endpoint Manager klienti
IBM Endpoint Manager klienti jsou také nazývány agenti, jsou nainstalovány v každém počítači, který lze spravovat pomocí IBM Endpoint Manager. Přistupují ke kolekci Fixlet zpráv, které detekují bezpečnostní rizika, nesprávnou konfigurací a další chyby. Klient může zavést nápravná opatření přijaté z konzole prostřednictvím serveru. IBM Endpoint Manager klient běží nepozorovaně před uživateli a používá minimální systémové prostředky. IBM Endpoint Manager také umožňuje správci reagovat na zprávy na obrazovce pro ty akce, které vyžadují vstup uživatele. IBM Endpoint Manager klienti mohou šifrovat svou odchozí komunikaci, ochránit citlivé informace. IBM Endpoint Manager klientský software lze spustit v operačních systémech Windows, Linux, Solaris, HP-UX, AIX a Macintosh.

### IBM Endpoint Manager servery
Nabízejí kolekci interagujících služeb, včetně aplikačních služeb, webový a databázový server, které tvoří srdce systému IBM Endpoint Manager. Koordinují tok informací z jednotlivých počítačů a ukládají výsledky do databáze IBM Endpoint Manager. IBM Endpoint Manager Server součásti pracují tiše v pozadí, bez jakéhokoliv přímého zásahu správce. Servery IBM Endpoint Manager také obsahují vestavěný Web Reporting modul umožňující oprávněným uživatelům připojit se prostřednictvím webového prohlížeče k zobrazení všech informací o počítačích, slabých místech, akcích a dalších. IBM Endpoint Manager podporuje více serverů, přidává robustní redundanci do systému.

### IBM Endpoint Manager relé
Zvyšují účinnost systému. Naproti tomu aby každý počítač v síti měl přímý přístup k serveru IBM Endpoint Manager, relé rozloží zatížení. Stovky až tisíce IBM Endpoint Manager klientů mohou odkazovat na jediné IBM Endpoint Manager relé pro stahování, což je dále pouze jeden požadavek na server. IBM Endpoint Manager relé lze také připojit k jiné relé, tak dále zvyšují efektivitu. IBM Endpoint Manager Relé nemusí být samostatný počítač. software lze nainstalovat na jakýkoliv systém Windows Server 2003, Windows Vista, Windows Server 2008, Windows 7, Windows Server 2008 R2, Windows 8, Windows Server 2012, Red Hat Enterprise Linux 4,5,6 nebo Solaris 10, počítač s nainstalovaným IBM Endpoint Manager klientem. Jakmile nainstalujete IBM Endpoint Manager relé, klienti v síti jej automaticky mohou zjistit a připojit se k nim.

### IBM Endpoint Manager konzole
Spojují všechny tyto komponenty dohromady, aby daly systémový přehled všech počítačů v síti, spolu s jejich chybami a navrhovanými řešeními. IBM Endpoint Manager konzole umožňuje ověřenému uživateli rychle a jednoduše distribuovat opravy pro každý počítač, který je potřebuje bez vlivu na ostatní počítače v síti. IBM Endpoint Manager konzolu můžete spustit na jakékoliv Windows Server 2003, Windows Vista, Windows Server 2008, Windows 7 nebo Windows Server 2008 R2 počítače, který má přístup k síti serveru IBM Endpoint Manager. Konzole pro velké nasazení jsou často umístěny na Terminálových serverech nebo serverech Citrix.